# ミサイル警報装置
ミサイル警報装置（ミサイルけいほうそうち、英語: Missile Approach Warning System, MAWS）とは主に兵器が自己の防衛の為にミサイルの接近を知らせる装置である。

## 概要
21世紀になってからの赤外線誘導ミサイル兵器の小型化・簡易化技術の進歩が目覚しく、携帯型地対空ミサイルの代表のFIM-92 スティンガーのような、どこからでも容易にミサイルが発射される時代となった。航空機や地上車両にミサイルの接近を知らせる装置とそのミサイルを防ぐ装置を搭載することで、これらのミサイルの脅威を最小限にすべく開発が進められている。2007年末の現在は主に軍用の航空機、たとえば戦闘機や攻撃機、軍用輸送機、地上の戦車・危険地域を飛行するイスラエル航空の民間機への実用が開始されている段階であるが、近い将来は普通の民間航空機へのテロ攻撃に対する自己防衛の手段としても使用されるかも知れない。

## 技術
ミサイル警報装置（MAWS）には各種波長の光センサーを使う技術が使用される。

### 赤外線警戒技術
3～5µmと8～12µmの2つの波長帯の赤外線が使用される。3～5µmの波長の赤外線はミサイルのロケット・モーターが放つ高温の噴射排気、つまり「プルーム」を検出し、8～12µmの波長では噴射が終わり空力加熱で弾頭部が放つ比較的穏やかな熱源からの放射を探知する。
3～5µm帯では大気の水蒸気による吸収が比較的少ないために透過性に優れるが、同時にそれだけ周辺環境からの放射も多く、対象ミサイルの探知・追跡の時には背景ノイズとなる。このノイズ低減方法の1つ、2波長光学同時走査方式では、探知目的のロケットモーターの排気プルームの赤外線放射波長と背景ノイズの元となる太陽光放射の赤外線ピーク波長を同時に測定し続けることで、波長特性と時間軸方向の両方での信号変化をマイクロプロセッサーが分析することで排気プルームの検出を行なうものである。

### 紫外線警戒技術
ミサイルのロケット・モーターは紫外線も放射する。紫外線はそのほとんどが地球のオゾン層や厚い大気層によって吸収されるため、地上ではあまり強い紫外線は存在していない。このため、ロケットモーターのプルームが発する比較的微弱な紫外線でもセンサーが高感度に機能すれば十分にミサイルの検出が可能である。オゾン層や大気層の紫外線の吸収波長は0.3µm以下であり、この特定の波長は「ソーラーブラインド領域」と呼ばれている。赤外線の3～5µm帯での検出と同様に、ロケット・モーターが噴射を終えれば排気プルームも消えてしまうため、紫外線でのミサイルの検出は出来なくなる。このため8～12µm帯の赤外線センサーと組み合わせるなどの工夫が必要となる。紫外線は排気プルームと紫外線センサーとの間でも減衰するため遠距離からの探知は困難である。紫外線センサーの核となるイメージインテンシファイアの光電面材料としてCsTe（セシウム・テルル）がある。

### レーザー光線警戒技術
赤外線追尾ミサイルとは別に、レーザー照射による誘導方法を用いたミサイルや誘導爆弾の場合は、この誘導レーザー光線を検出することでレーザー誘導ミサイルやレーザー誘導爆弾の飛来脅威が推定できる。
下記のレーザーが検出候補となる。
- 1.064µm帯： Nb（ニオブ）レーザー
- 1.064µm帯： YAG（イットリウム・アルミニウム・ガーネット）レーザー
- 0.694µm帯： ルビーレーザー
- 0.532µm帯： YAGレーザー第二高調帯
- 0.515µm帯： Ar（アルゴン）レーザー

また、レーザー光線の場合には360度全周を警戒する必要があるので、センサーを複数、又は1つのセンサーを非常に高解像度にしたものを使用する。
これらのセンサーによって入手したデータは波長別や時間軸によってマイクロプロセッサーによる分析が行なわれる。パルスレーザーは時間軸での変化が明らかなので容易に判別が可能である。

## 代表的な製品

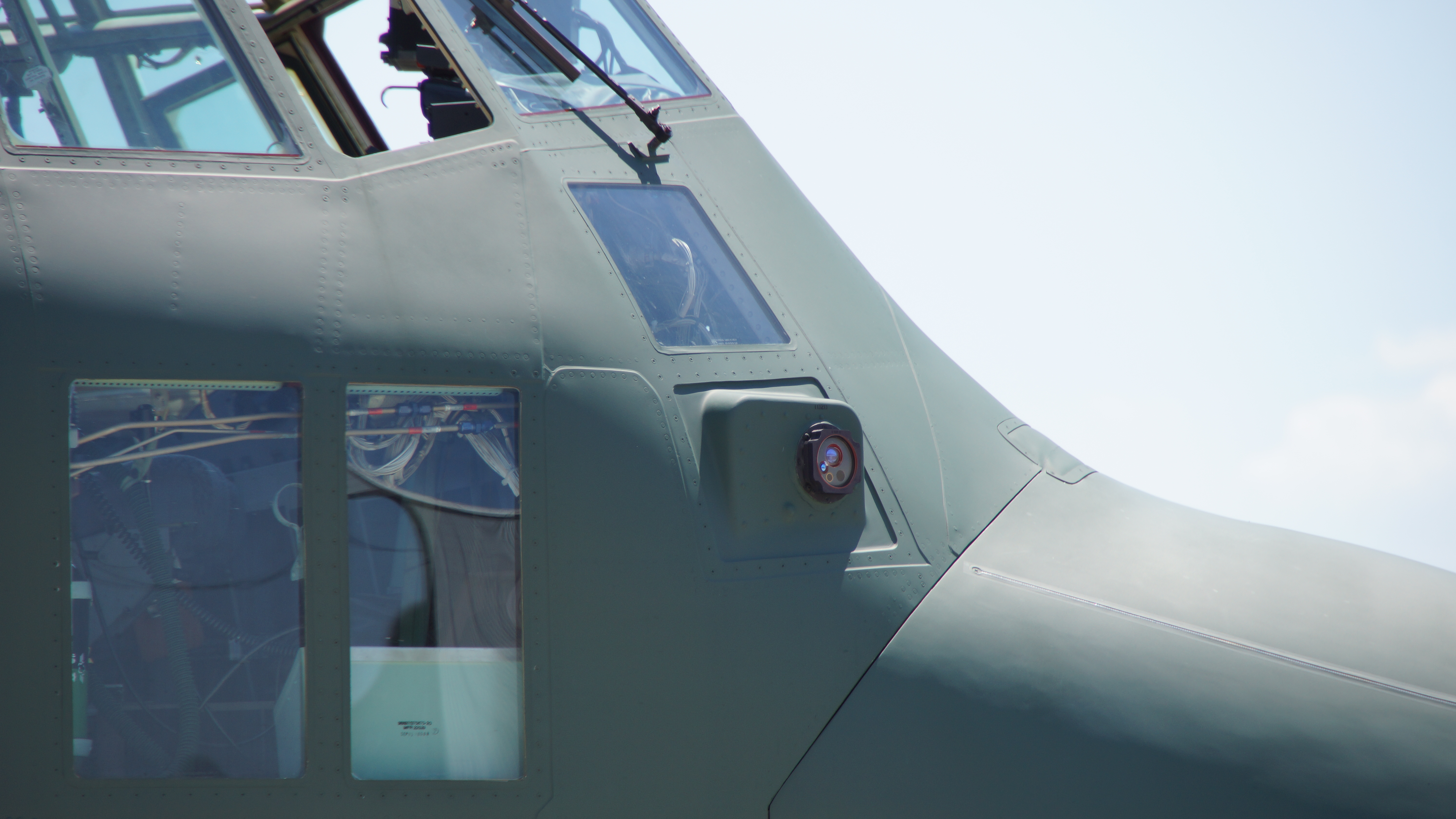
航空自衛隊C-130HのAN/AAR-47

AN/AAR-47
ノースロップ・グラマンが開発したミサイル警報装置。CH-47J/JA、UH-1Y、P-3C、航空自衛隊のC-130Hなどに搭載されている。
AN/AAR-54
ノースロップ・グラマンが開発したミサイル警報装置。航空自衛隊のUH-60J(SP)などに搭載されている。また後述するAN/AAQ-24ネメシスDIRCMのシステムにも組み込まれており、P-8やVC-25、CV-22などネメシスを搭載する機体にも装備されている。
AN/AAR-57

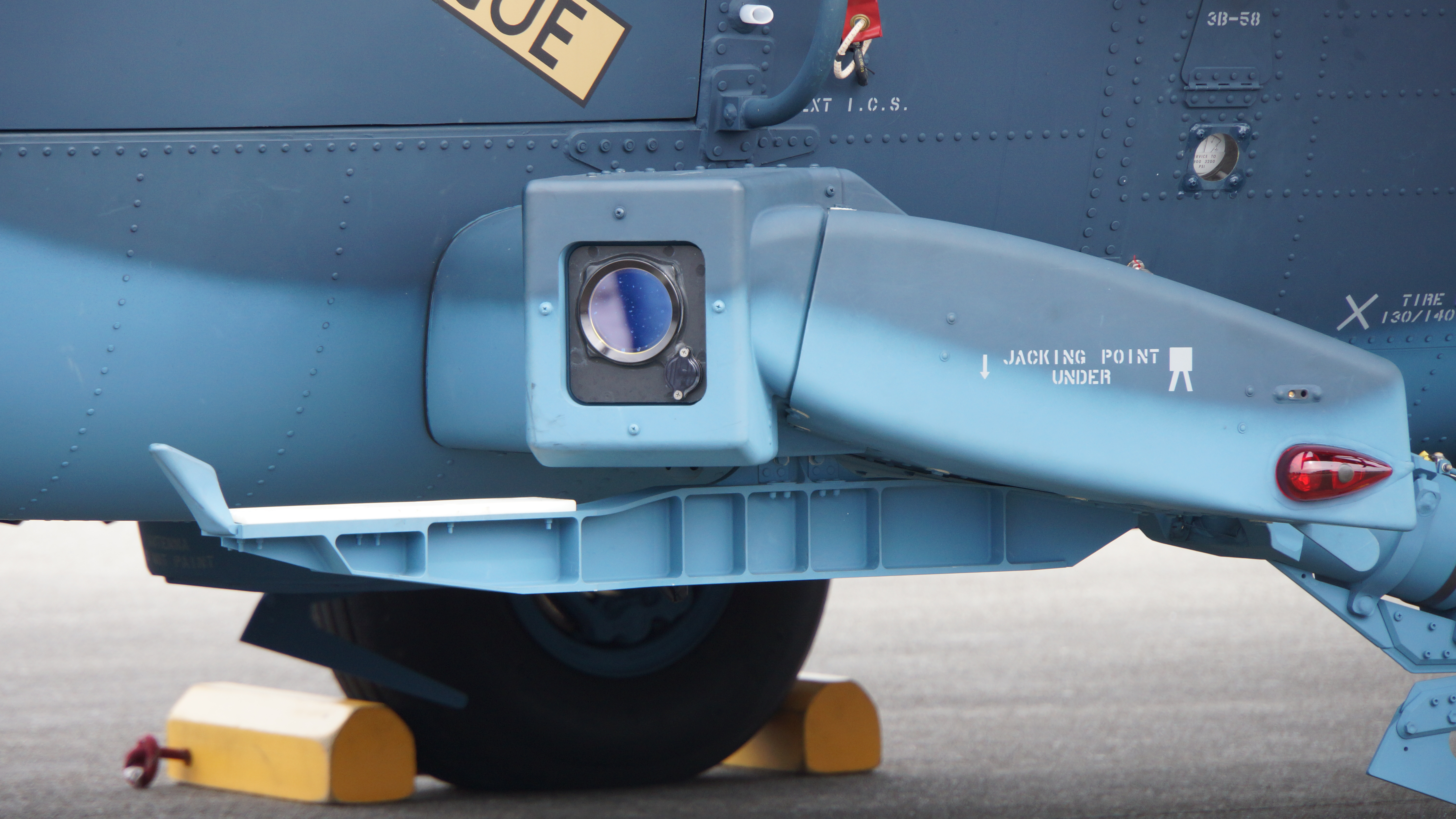
航空自衛隊UH-60JⅡのAN/AAR-60(V)

BAEシステムズが開発したミサイル警報装置。リンクス・ワイルドキャット、AW-101、HH-60W、トーネードGR.4、F-15SAなどに搭載されている。
AN/AAR-60
Hensoltdが開発したミサイル警報装置。SH-60K、UH-60JⅡ、海上自衛隊のMCH-101、NH90、P-1、C-2などに搭載されている。

## 開発中の装置
現在、公表されている軍事分野でのミサイル警報装置の研究では、妨害装置の開発を含めて、次の2つがあげられる。
- 米英共同 DIRCM（Directional Infrared Counter Measures）指向性赤外線妨害装置
- 米陸軍 ATIRCM（Advanced Threat Infrared Counter Measures）先進脅威対抗赤外線妨害装置

である。

### DIRCM
指向性赤外線妨害装置（Directional Infrared Counter Measures、DIRCM）は赤外線誘導ミサイルから航空機を守るためのシステムである。これは軽量小型で戦場での共通の脅威から脆弱な航空機を守る、従来の赤外線妨害装置より一層進んだシステムである。
DIRCMという用語は脅威に対して追跡し直接指向する赤外線妨害装置に対して一般的に使用される。

#### 作戦時の使用法
システムはセンサー開口面で探知し、赤外線追尾ミサイルに対する妨害において積極的な方法で使用される。システムはアクティブまたはスタンバイのいずれかのモードで使用され、スタンバイモードでは、航空機搭乗員によってアクティブモードに切り替えられることで赤外線を放つ脅威対象に対し妨害を行なう。点滅する赤外線のフラッシュによってミサイルの誘導システムを混乱させる。

#### AAQ-24 ネメシス
AAQ-24 ネメシス（Nemesis）は、米ノースロップ・グラマン社（Northrop Grumman）と英BAEシステムズ社（BAE Systems）によって製作されたDIRCMである。次のシステムで構成される。
- AAR-54 ミサイル警報システム
- 統合ユニット
- プロセッサー
- レーザーターレット （Small Laser Targeting Assembly, SLTA）

初期型では赤外線の妨害信号の発生にアークランプが使用された。新しい型ではNGCによって生産されるGUARDIAN名で知られるダイオードベースのポンプシステムが使用される。近いうちにさまざまな選択項目によって多くの民間航空機に対応させる予定である。
C-17 グローブマスターIII、MC-130、CV-22、KC-46A、P-8、MH-47Gに搭載される予定である。
LAIRGMは赤外線誘導ミサイルから大型航空機（Large Aircraft from infrared guided missiles）を守る要求であった。ALQ-24 ネメシスがその回答である。LAIRCM-LiteはC-17への計画である。これは本来のLAIRGMの機器が不足しているためにレーザー妨害装置とフレアを組み合わせたシステムである。